# Hôtel des Postes de Luxembourg
L'Hôtel des Postes de Luxembourg (en luxembourgeois : Postgebai Stad Lëtzebuerg) est un bâtiment historique de la ville de Luxembourg au Luxembourg.

## Histoire
Le bâtiment, conçu par l'architecte luxembourgeois Sosthène Weis, est construit entre 1908 et 1910.
Le palais est quitté par la poste en 2017, cette dernière ayant ensuite été transférée dans un nouveau et moderne siège près de la gare.

## Description
Le bâtiment, situé sur la place Émile-Hamilius dans la Ville-Haute de Luxembourg, présente un style néo-Renaissance. Les façades sont en grès.

## Galerie d'images

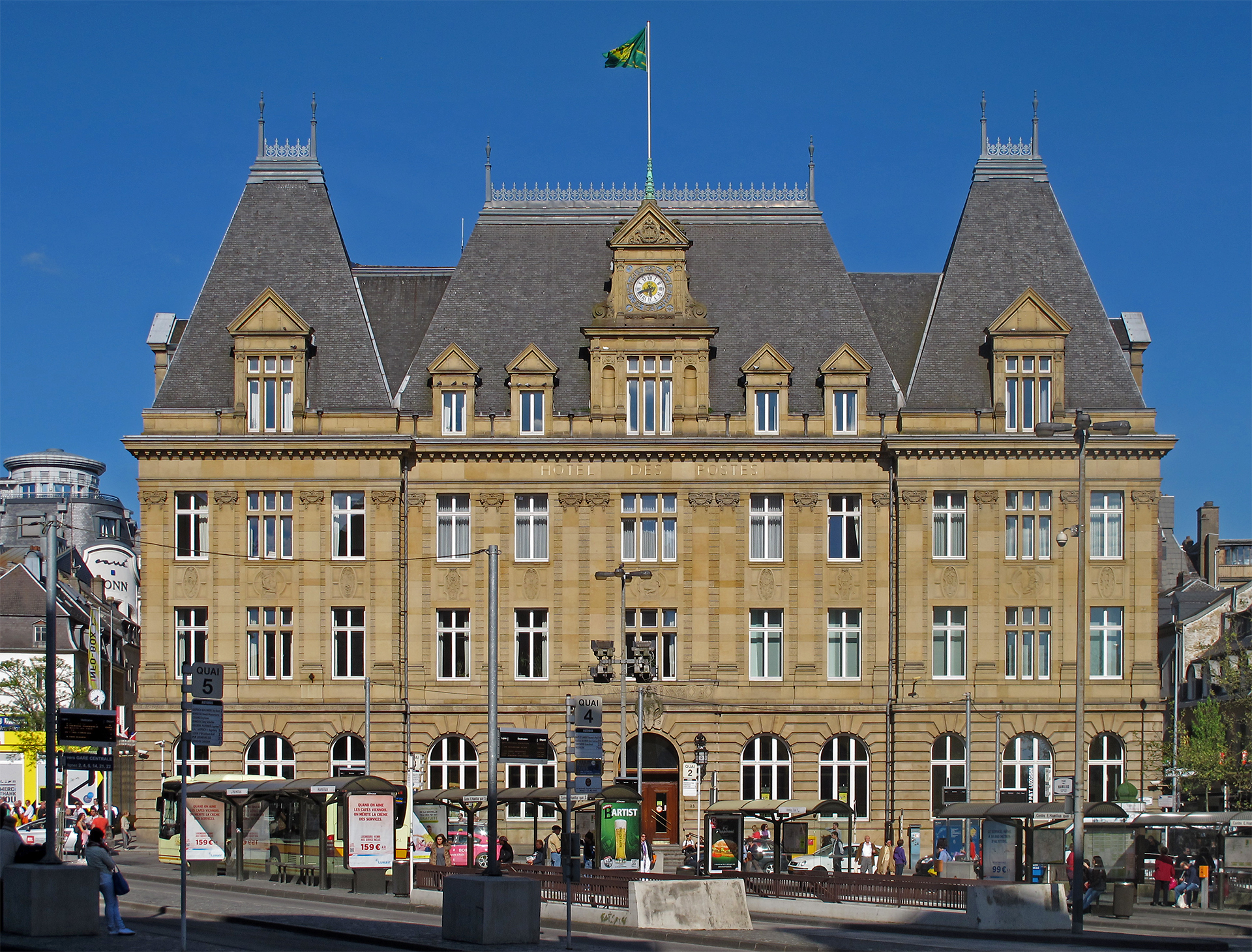
L'Hôtel des Postes devant la gare routière Hamilius, démolie en 2015
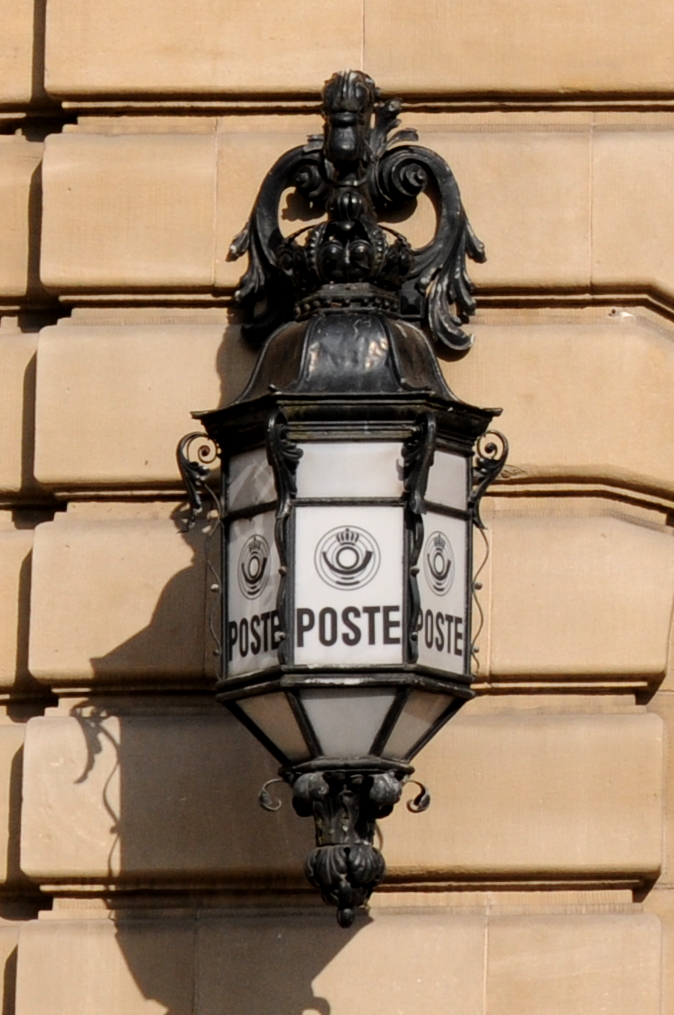
Une lanterne à l'entrée principale
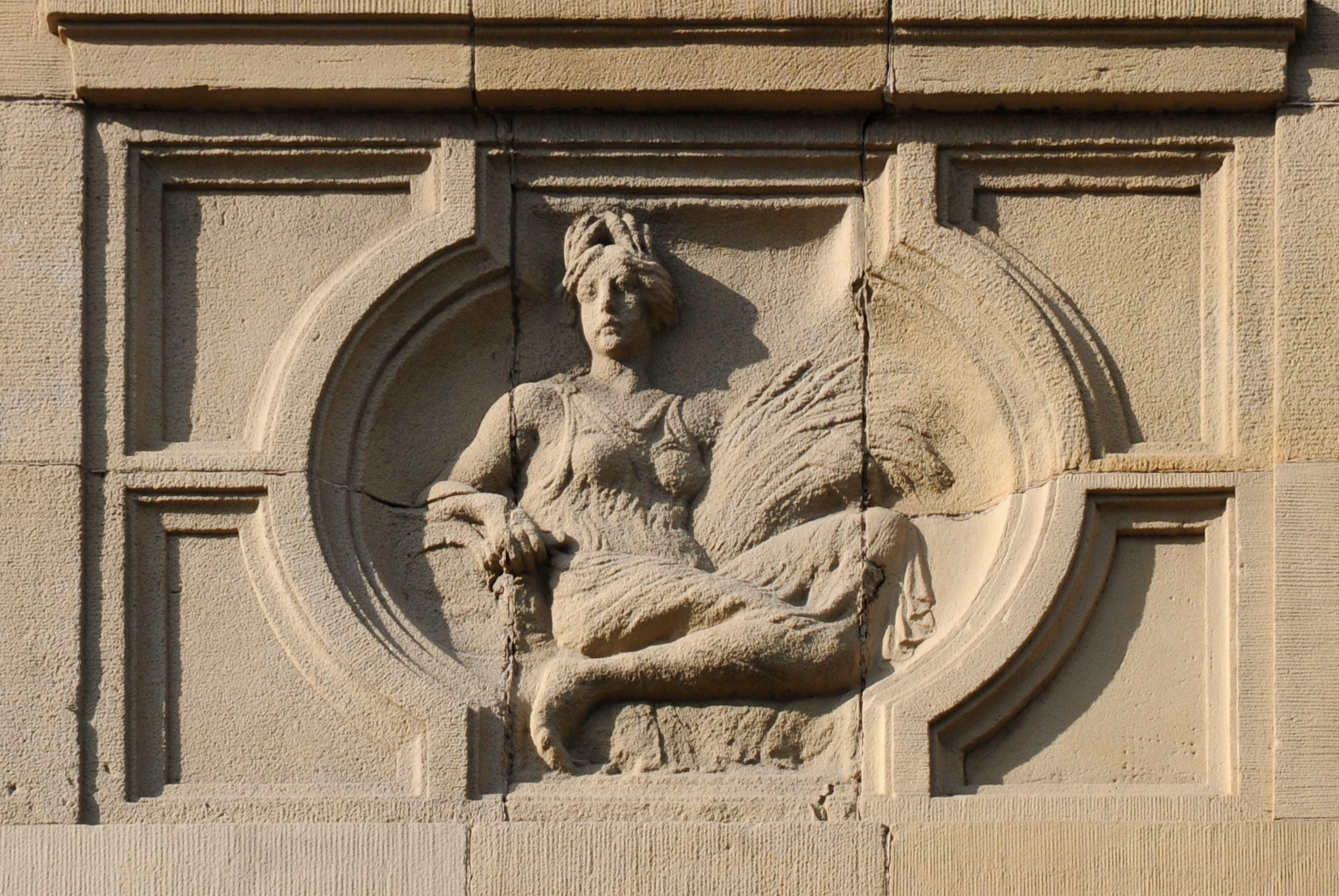
Sculpture sur la façade, côté avenue Monterey
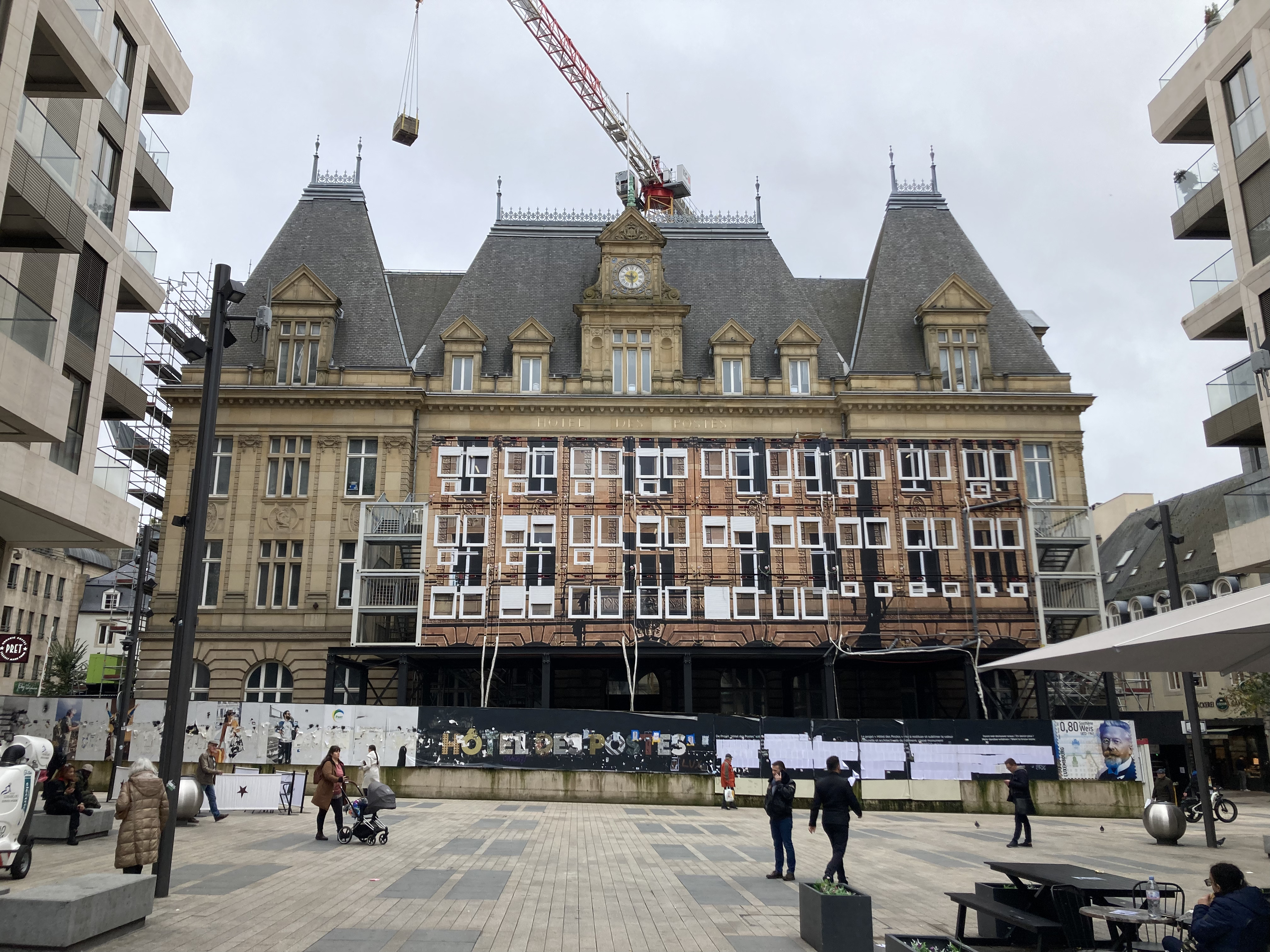
Travaux de rénovation de l'Hôtel des Postes en octobre 2024